# Pederstrup Kirke
Pederstrup Kirke (Tjele Kommune, Viborg), ligger på en bakke i landskabet ved Skals Å.
Kirken fremtræder i sit ydre beskedent. Kor og skib er opbygget i granitkvadre i 1100-tallet. Et lille våbenhus er siden føjet til, bygget i røde mursten. Kirken er uden tårn.
Prædikestolen er fra 1635. Døbefonten af granit har løver samt fremspringende menneskehoveder. Over korbuen er et gotisk krucifiks. Ved kirkens vestvæg er to gotiske figurer, muligvis apostle.

## Eksterne kilder og henvisninger
- Wikimedia Commons har flere filer relateret til Pederstrup Kirke
- Pederstrup Kirke hos KortTilKirken